# Speed Demon (bài hát)
Speed Demon là một bài hát của ca sĩ người Mỹ Michael Jackson nằm trong album phòng thu thứ 7 của ông, Bad (1987). Nó đã được sáng tác bởi Jackson trong khi ông tham gia đồng sản xuất với Quincy Jones. "Speed Demon" là một bản funk rock nói về việc lái xe nhanh. Bài hát được phát hành vào ngày 12 tháng 10 năm 1989, như là một đĩa đơn quảng bá cho cả album và bộ phim Moonwalker (1988).
"Speed Demon" nhận được những phản ứng trái chiều từ các nhà phê bình đương đại. Ban đầu, nó dự định sẽ được phát hành làm đĩa đơn thương mại, như là đĩa đơn cuối cùng từ Bad, nhưng kế hoạch sau đó đã bị hủy bỏ. Bài hát chưa từng xuất hiện trong bất cứ chuyến lưu diễn của Jackson.
Jackson cũng đã phát hành một video quảng bá cho "Speed Demon", trích từ bộ phim Moonwalker, do Will Vinton làm đạo diễn, và xuất hiện trong nhiều ấn phẩm video của ông như Michael Jackson's Vision hay bản DVD ở Target của Bad 25.